# Tyler County (West Virginia)
Das Tyler County ist ein County im US-Bundesstaat West Virginia. Bei der Volkszählung im Jahr 2020 hatte das County 8.313 Einwohner und eine Bevölkerungsdichte von 12,5 Einwohnern pro Quadratkilometer. Der Verwaltungssitz (County Seat) ist Middlebourne.

## Geographie
Das County liegt im Norden von West Virginia, grenzt im Nordwesten an Ohio, wobei die Grenze durch den Ohio River gebildet wird, und hat eine Fläche von 675 Quadratkilometern, wovon acht Quadratkilometer Wasserfläche sind. Es grenzt an folgende Countys:
| Monroe County (Ohio)                      |  | Wetzel County    |
| Washington County (Ohio) Pleasants County |  |                  |
| Ritchie County                            |  | Doddridge County |

## Geschichte

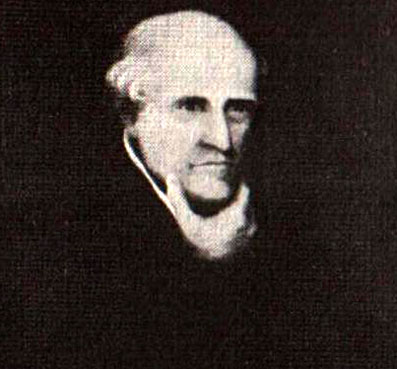
John Tyler

Das Tyler County wurde am 6. Dezember 1814 aus Teilen des Ohio County gebildet. Benannt wurde es nach John Tyler senior (1747–1813), dem 15. Gouverneur von Virginia (1808–1811) und Vater von John Tyler, dem zehnten Präsidenten der USA.

## Demografische Daten
Nach der Volkszählung im Jahr 2010 lebten im Tyler County 9.208 Menschen in 3.789 Haushalten. Die Bevölkerungsdichte betrug 13,8 Einwohner pro Quadratkilometer.
Ethnisch betrachtet setzte sich die Bevölkerung zusammen aus 99,0 Prozent Weißen, 0,2 Prozent Afroamerikanern, 0,2 Prozent amerikanischen Ureinwohnern, 0,1 Prozent Asiaten sowie aus anderen ethnischen Gruppen; 0,5 Prozent stammten von zwei oder mehr Ethnien ab. Unabhängig von der ethnischen Zugehörigkeit waren 0,5 Prozent der Bevölkerung spanischer oder lateinamerikanischer Abstammung.
In den 3.789 Haushalten lebten statistisch je 2,33 Personen.
20,9 Prozent der Bevölkerung waren unter 18 Jahre alt, 60,6 Prozent waren zwischen 18 und 64 und 18,5 Prozent waren 65 Jahre oder älter. 51,0 Prozent der Bevölkerung war weiblich.

Das jährliche Durchschnittseinkommen eines Haushalts lag bei 36.549 USD. Das Prokopfeinkommen betrug 19.399 USD. 17,8 Prozent der Einwohner lebten unterhalb der Armutsgrenze.

## Städte und Gemeinden
| Citys - Paden City1 - Sistersville | Towns - Friendly - Middlebourne |

Unincorporated Communitys
| - Akron - Josephs Mills - Shiloh | - Shirley - Tyler - Wick |

1 – teilweise im Wetzel County